# ラルフ・マイスター

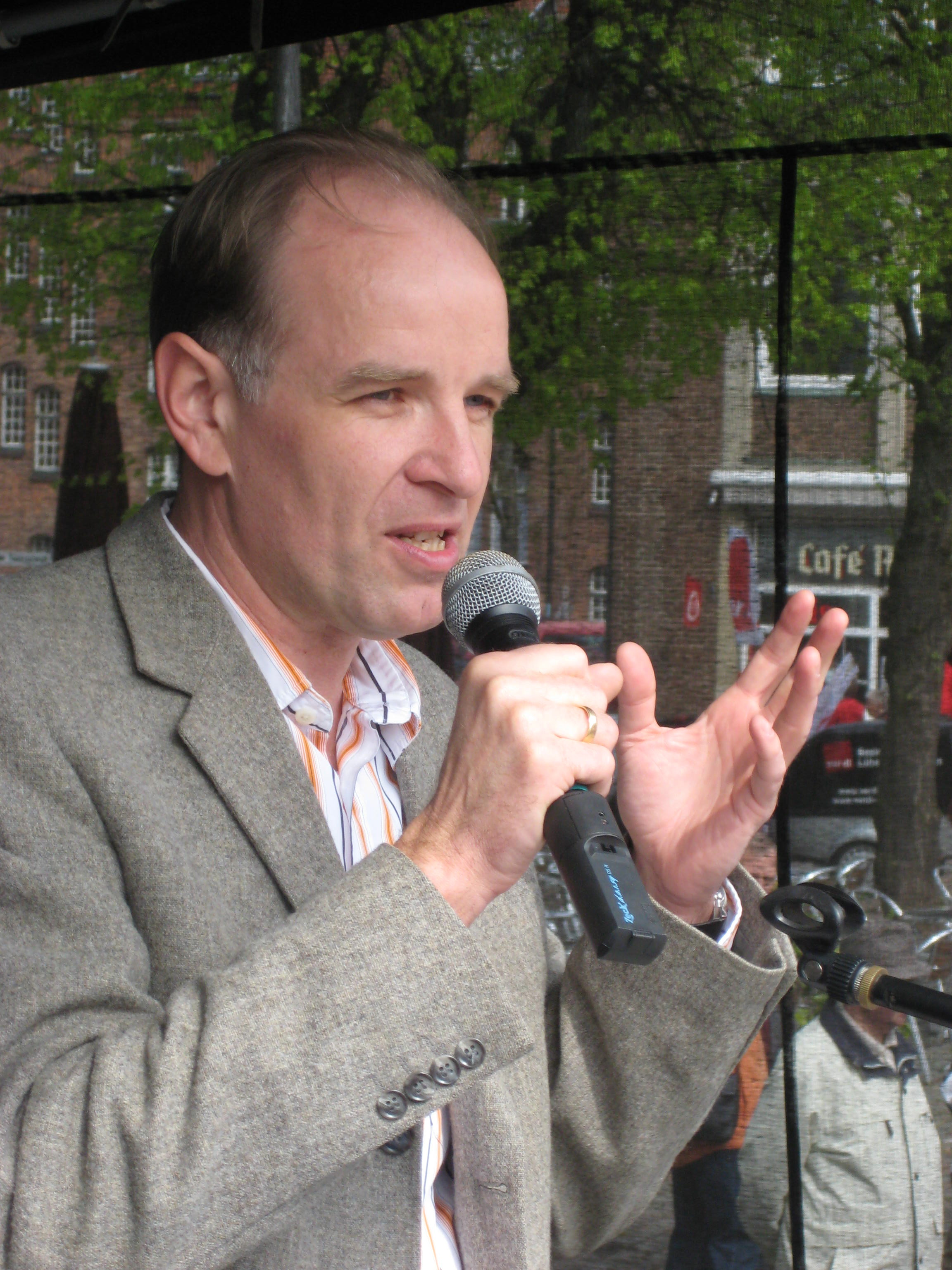
ラルフ・マイスター(2008)

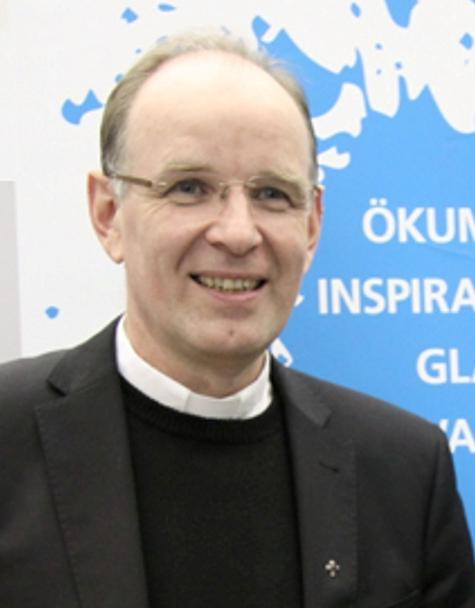
ラルフ・マイスター (2013)

ラルフ・マイスター（Ralf Meister, 1962年1月5日 ハンブルク - ）は、ドイツの福音主義教会（ルター派）の牧師で、2011年以降、ハノーファー福音ルター派州教会監督。

## 経歴
ラルフ・マイスターは福音主義神学とユダヤ学を、ハンブルク大学とヘブライ大学で学んだ。学業終了後、彼はハンブルク大学において学術助手になった。1990年から1992年まで牧師補、1992年にノルトエルビエン福音ルター派教会牧師に任職した。
1992年以降、ラルフ・マイスターは大学での研究グループ「都市のための教会」の事務局長に就任した。1996年、彼は北ドイツ福音主義教会放送部局のキール編成局においてレポーターとしての職務に就いた。数多くの評論によって、彼は北ドイツ放送(NDR)の聴取者たちに知られることになった。北ドイツ放送協会の放送地域はブレーメン、ハンブルク、メクレンブルク＝フォアポンメルン州、ニーダーザクセン州、シュレースヴィヒ＝ホルシュタイン州である。1999年以降、ラルフ・マイスターは国際的エキュメニズム雑誌「Kunst und Kirche」（文化と教会）の編集にも加わった。
2001年、ラルフ・マイスターはニルス・ハッセルマンの後任として、ノルトエルビエン福音ルター派教会リューベック教区長の後継者になる招聘を受けた。彼の指導下、この教区は州教会において初めて教会共同体改革を導入し、重要な教区になった。加えて、彼はリューベックにある古い都市教会の近代化に関する「七つの塔」という広範囲な運動を起こした。さらに重点活動事項として、都市の教会に関する宣教提案をおこなった。
2001年、ラルフ・マイスターはドイツ公共放送連盟 (ARD)、Das Ersteで放送されている「Das Wort zum Sonntag」のナレーターになった。これによって、ドイツ全土にわたる知名度を得た。
2007年11月1日、ベルリン＝ブランデンブルク＝シュレージシェ・オーバーラウジッツ福音主義教会は、ラルフ・マイスターをベルリン教区総地区長に選出した。ベルリン市とブランデンブルク州の一部を管轄するベルリン教区には14の地区があり、80万人の教会員が属している。2008年5月11日の聖霊降臨日、カイザー・ヴィルヘルム記念教会の礼拝において、ラルフ・マイスターはマルティーン＝ミヒャエル・パッサウアーの後任として任職した。同時に、前任者マルティーン＝ミヒャエル・パッサウアーは引退した。
2010年秋、ハノーファー福音ルター派州教会監督選挙において、マイスターは監督候補者の一人になった。2010年11月24日に行われた監督選挙第1回投票で76票中39票 (51,3%) を獲得した。監督になるためには3分の2以上の票が必要であった。対立候補ヴォルフガング・ゲルン（ヘッセン・ナッサウ福音主義教会牧師）は第1回投票後、監督選挙から撤退したため、マイスターは第2回投票時には唯一の候補者になった。第2回投票時にマイスターは76票中64票 (84,2%) を得て、当選に必要な3分の2以上の票数に届いた。彼は2011年3月26日ハノーファー市マルクト教会でドイツ合同福音ルター派教会ヨハネス・フリードリヒ主席監督の司式でハノーファー福音ルター派州教会監督に任職した。

## 他の活動
- ハンブルク市キリスト教―ユダヤ教協力協会幹部会員